# António Dinis da Cruz e Silva

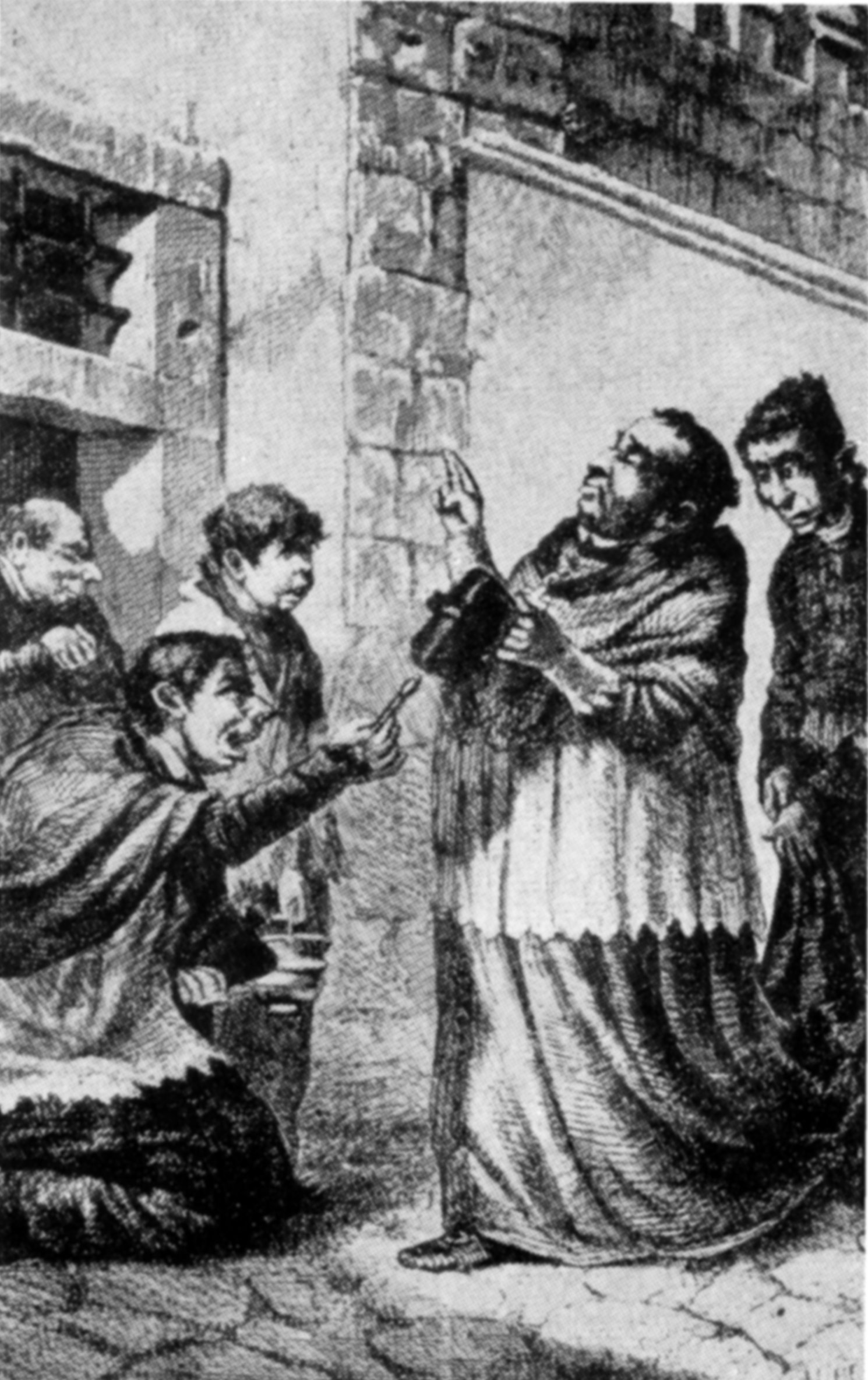
Illustrazione del poema O Hissope di Cruz e Silva, realizzata da Manuel de Macedo.

António Dinis da Cruz e Silva (Lisbona, 4 luglio 1731 – Rio de Janeiro, 5 ottobre 1799) è stato un poeta e magistrato portoghese, fondatore nel 1756 dell'Arcadia Lusitana.

## Biografia
António Dinis da Cruz e Silva nacque a Lisbona il 4 luglio 1731 da una modesta famiglia lisbonese, il cui padre immigrò in Brasile poco prima della nascita di António, lasciando l'educazione dei suoi figli in mano alla moglie.
António Dinis studiò latino e filosofia al Collegio degli Oratoriani e nel 1747 entrò all'Università di Coimbra dove studiò diritto.
Poeta del Neoclassicismo, fondò a Lisbona nel 1756 l'Arcadia Lusitana insieme ad altri due laureati in diritto (Esteves Negrão e Teotónio Gomes de Carvalho, a cui si aggiunse più tardi Pedro Correia Garção). Il movimento era anche chiamato Olissiponense, dallo pseudonimo di gusto classico Elpino Nonacriense.
Seguì la carriera da magistrato, venendo nominato giudice a Castelo de Vide nel 1759 e ad Elvas nel 1764. Successivamente fu promosso desembargador (equivalente di giudice nei paesi lusofoni) di relazione con Rio de Janeiro. Nominato desembargador di Oporto, nel 1774 fa ritorno in Portogallo.
Nel giugno 1790 diventa desembargador per il Tribunale della Casa reale portoghese. In questa qualità si reca nuovamente in Brasile come parte della comitiva inviata a giudicare i colpevoli della rivolta conosciuta come Inconfidência Mineira, tra cui vi erano implicati alcuni suoi amici poeti, come Tomás António Gonzaga, Cláudio Manuel da Costa e Inácio José de Alvarenga Peixoto.
Nel dicembre 1792 fu incaricato ad esercitare le funzioni di Cancelliere delle relazioni con Rio de Janeiro e sei anni dopo consigliere del Consiglio d'oltremare. Tali incarichi lo obbligavano al ritorno a Lisbona, ma non ebbe il tempo di andarci poiché la morte lo colpì a Rio il 5 ottobre 1799.

## L'opera poetica

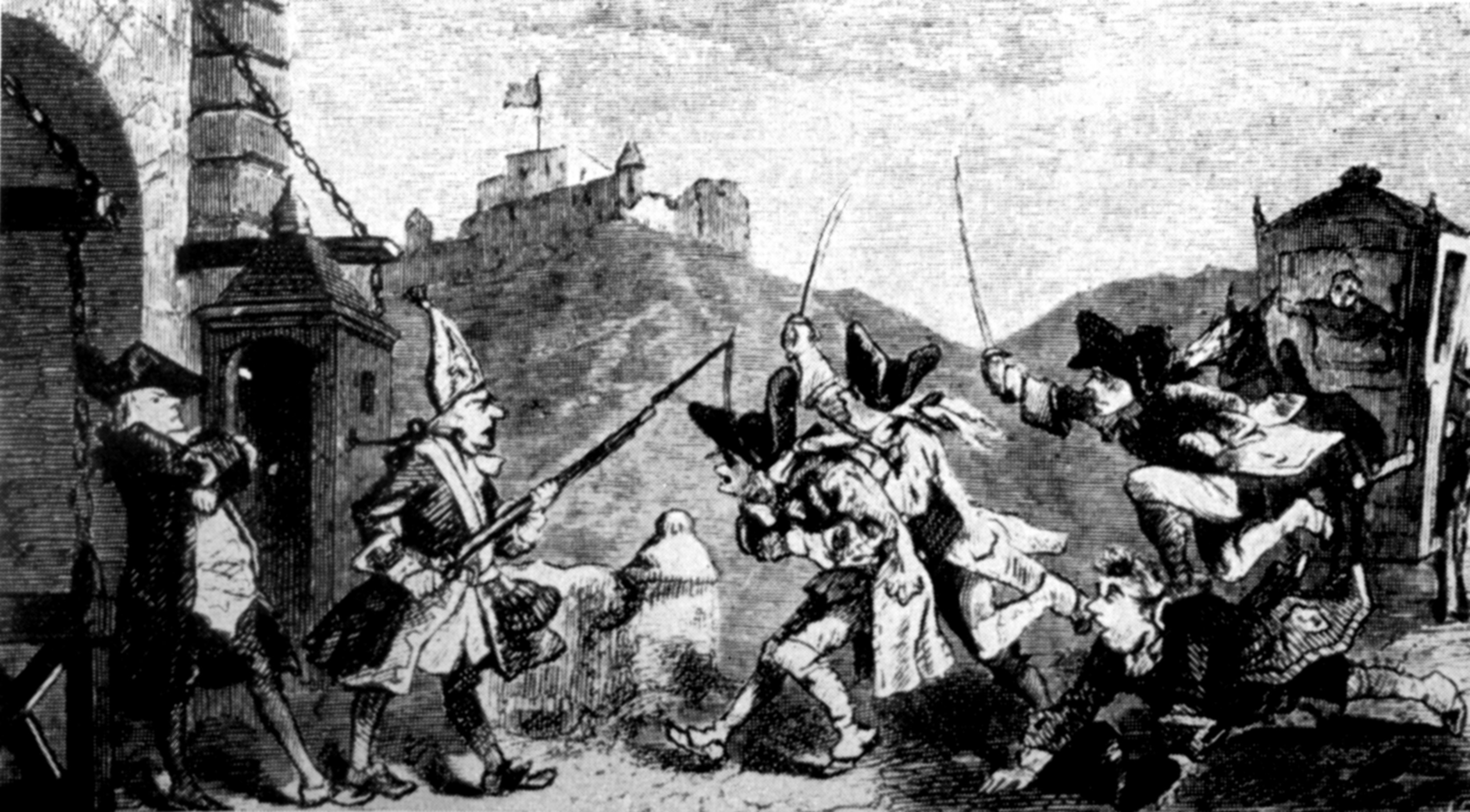
Un'altra illustrazione dellHissope.

António Dinis da Cruz e Silva rimase sempre fedele ai princìpi estetici preconizzati dal Neoclassicismo, in particolare quello francese, e solo raramente liberò la sua poesia dai convenzionalismi arcadici.
Per la storia della letteratura portoghese, Cruz e Silva è ricordato come il fondatore dell'Arcadia Lusitana, assieme ad altri studenti coimbricensi, e come il creatore del poema eroicomico O Hissope (in italiano L'aspersorio), considerato da Garrett una "vera corona poetica di Dinis". Rinnovatore di generi di matrice classica, come l'ode pindarica, Cruz e Silva è annoverato soprattutto per essere stato uno degli scrittori che più si sforzò nel diffondere l'ideale classico di purezza, equilibrio e buon gusto, contravvenendo così agli eccessi del Barocco.
La sua opera più importante, probabilmente la più apprezzata di tutto il periodo arcadico, è il poema eroicomico O Hissope del 1768, vero capolavoro dello humour nazionale, che godette di grande popolarità e fu tradotto in francese, inglese e tedesco.
Il poema fu scritto secondo il genere epico dei Lusiadi, in uno stile appositamente scelto per meglio evidenziare il ridicolo. Il tema verte su una questione cerimoniale tra il vescovo di Elvas e il decano della rispettiva diocesi. Il poema ridicolizza i valori feudali, la forma mentis scolastica, la poesia gongorista, lo sfarzo dell'aristocrazia e gli abusi praticati dall'alto clero.
Una particolarità tipica tra gli arcadi era che pubblicavano poche opere in vita, se non nessuna. Anche Cruz e Silva non pubblicò molti testi, appena quattro inni, tre idilli, due odi e un ditirambo. La maggior parte delle sue opere ha visto la luce solo dopo la sua morte.
Nel 1801 si danno alle stampe le Odi Pindariche, l'anno dopo il poema O Hissope e, tra il 1807 e il 1817, una parte significativa della sua bibliografia in sei volumi, denominati Poesias. Ad oggi ci permangono molti testi inediti.

## Opere
- Odes Pindáricas (postume, 1801)
- O Hissope (postumo, 1802)
- Poesias (postume, 1807-1817, inclusa la commedia O Falso Heroísmo).

### Inediti
- Jornadas (romanzo pastorale)
- A Degolação do Baptista (dramma lirico)
- Loa a São Sebastião